# كيني ماكدويل
كيني ماكدويل (بالإنجليزية: Kenny McDowall)‏ هو لاعب كرة قدم بريطاني في مركز الوسط، ولد في 29 يوليو 1963 في غلاسكو في المملكة المتحدة. لعب مع نادي بارتيك ثيسل ونادي سانت ميرين.